# أزمة العصور الوسطى في إسبانيا

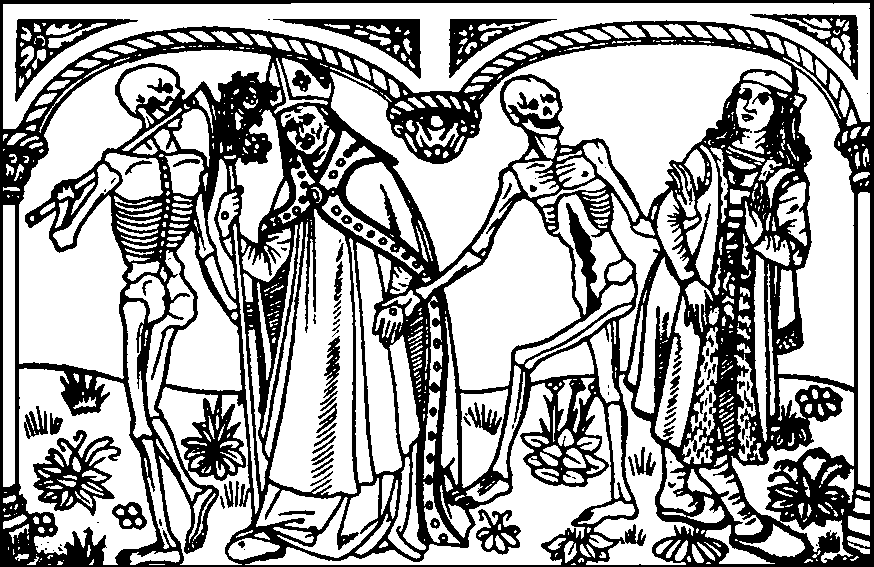
رقصة الموت

تُمثل الفترة من القرن العاشر إلي القرن الخامس عشر الفترة الأخيرة من العصور الوسطى. وعُرفت بأزمة القرن الرابع عشر والخامس عشر في شبه الجزيرة الإيبيرية كما في بقية أوروبا. في نهايات القرن الثالث عشر وصلت أوروبا إلي نهاية فترة الإنتاج الإقطاعي، فقد كانت في كل مرة أكثر صعوبة في الوصول إلي التوازن بين إنتاج الطعام وعدد السكان. وفي حالة الشعوب الإسبانية فقد كان الجهد العسكري والجهد المبذول في إعادة التعمير من تلك المُسماه حركة الاسترداد هائلاً وكان التقدم في استرداد الأراضي يتم بسرعة مفرطة والخ... . وبالتالي تم كسر توازن كل هذه العناصر في القرن الرابع عشر ونتجت عنه أزمة تعممت في كل أوروبا.
اعُتبرت أزمة القرن الرابع عشر من وجهة نظر المؤرخ كانتهاء لطبقة العصور الوسطى وميلاد الدول الحديثة. شكلت البنية الاجتماعية في أوروبا الغربية المعروفة بالنظام القديم، المُتميز باقتصاد في حالة انتقال من النظام الاقطاعي إلي النظام الرأسمالي، مجتمع طبقي وممالك مستبدة تطورت إلي ممالك مُطلقة الحكم. لم يختفِ النظام الإقطاعي بالرغم من أنه تغير ليستمر حتى نهاية النظام القديم في القرن التاسع عشر.

## الطاعون الأسود في إسبانيا
عانت أوروبا في القرن الرابع عشر من مرض الطاعون الاسود حيث كان الطاعون الاسود حين ذات هو الاسم الشائع للعديد من الأمراض والأوبئة التي اجتاحت أوروبا. وعُرف الطاعون الأسود آن ذات على أنه مجموعة الأمراض البكتيرية المختلفة من الطاعون الرئوي والطاعون الذنلي (الدملي) وطاعون إنتان الدم (طاعون تسمم الدم)، ولم يكن في ذلك الوقت تفسير واضح لهذا المرض ولكن من المفترض أنه لربما كان نتاج اتحاد داء الجمرة التي تهاجم الجسم في آن واحد. وكانت السفن البحرية سبباً في نقل هذه الأمراض من المشرق حيث أن الفئران السوداء كانت تتمكن من المكوث داخلها. وقد تداول الناس الحديث عن هذا المرض لأول مرة عام 1348.

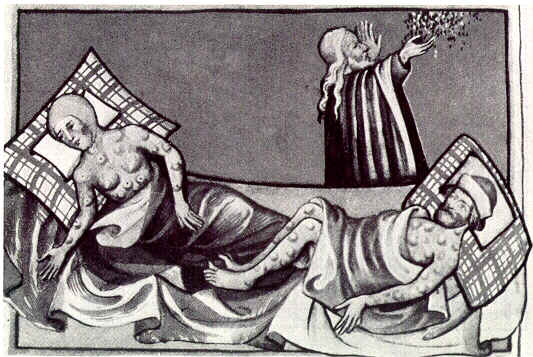
مرضى الطاعون في هذا الوقت

سُمي الطاعون بهذا الاسم لسبب إحدى أعراضه الأكثر فظاعة وهي الغدد الليمفاوية «دبلة أو الورم الغدي» وهي إحدى جوانبه المظلمة التي تسبب الصديد وتقيح الدم وكانت له بعض الأعراض الأخرى مثل: الحمى والصلع والقشعريرة والهذيان. وفي هذه الحقبة مات العديد من المرضى في غضون 48 ساعة ولحسن حظ قلة من المرضى استطاعوا التغلب علي المرض والبقاء على قيد الحياة مكتسبي مناعة ضد المرض.
انطلقت مراكز العدوى من المناطق الساحلية إلى كل أوروبا في غضون أشهر قليلة فقط. حيث انكب المرض على الأشخاص سيئون التغذية وجرحى الحرب المستمرة والأشخاص الأكثر فقراً. وكان لهذا الوباء توابع مفجعة شملت الحملات العسكرية ومن أمثالها الحملة التي قام بها الملك لويس الأول ملك هنغاريا ضد الملك نابلوي وقد استغرقت هذه الحملة عام واحد في الفترة من 1347 – 1348 وحيثما توقفت الحملة أجبرت الهنغاريين للعودة إلي منازلهم.
أُعتقد أن المرض جاء الي إسبانيا للمرة الأولي عام 1348 عن طريق ميناء «بالمبا دي مايوركا» ومن ثم عبر السواحل لما تبقى من مملكة أراجون وذلك في مايو عام 1348. وتسلل المرض تدريجياً لداخل البلاد مما سبب إتلاف المحاصيل وتسبب في اندلاع الحروب الأهلية التي عانت منها شبه الجزيرة الإيبيرية. وكانت مدينة قِشتالة فقيرة بالمعلومات حول المرض على الرغم من أن المرض قد ظهر في أكتوبر في مدينة غالسيا.
ظل الطاعون يعود مرارا وتكرارا كل 18 أو 10 سنوات فقد عاد في عام (1362 و1371 و1381 و1396) وأيضاً خلال القرن الخامس عشر وكانت كل مرة يعود فيها المرض يكون قد أصبح أقل سُمية وذلك لربما أن السكان كانوا ذات صحة جيدة وتغذية أفضل وكان لديهم مناعة أفضل ضد المرض عما كانوا عليه من قبل.
أكثر المدن إصابة هي الأكثر من حيث الكثافة السكانية والعمار، خاصة السواحل والمدن مثل: «كتالونيا» حيث خسرت هذه المدينة أربعون بالمائة من سكانها وفي برشلونة تجاوز عدد المصابون بالمرض ستون بالمائة وذلك بالإضافة إلي أن الإدارة المحلية ظلت فاسدة، وترتب على ذلك موت 4 من أصل 5 مستشارين ومات معظم الموظفين الرسميين ولم يكن هناك آخرين ليحلوا محلهم.
حاول الكثير من الفلاحين الهرب مما أجبر النبلاء الي إساءة استخدام نظرية الاستعلاء ورفعة الدم التي انتشرت آن ذاك في جميع أنحاء مملكة أراجون وذلك بداية من عام 1370 حتى إنها طُبقت على الحرفيين والتُجار وذلك لحماية مكانتهم من حيث نظرية رفعة الدم. اتجهت الدراسات حديثاً إلي التقليل من الحد في هذه الأرقام والإحصائيات إلي النصف باعتبارها مبالغ فيها.
وفي المناطق الجغرافية الأقل كثافة مثل المدن الصغيرة كانت الحوادث أقل تقديراً بنسبة 25% وكانت المعلومات حول الأمر في هذه المناطق نادرة جداً وذلك باستثناء بالمنطقة الأندلسية. ومن الهام أن نسلط الضوء على الملك القشتالي ألفونسو الحادي عشر حيث أنه مات بسبب هذا الوباء في عام 1350.
ومن إحدى الظواهر الأكثر ترويعا في هذا الوباء كانت هجرة قُرى بأكملها وكان هذا أمر غير مباشر، ولم يكن دائماً بسبب إبادة سكانها ولكن أيضاً بسبب تجنب المرض. لذلك في مدينة بالنثيا قد تم تحديد 82 مهجر بسبب أوبئة الطاعون وذلك عام 1348 والسنوات اللاحقة به. وفي الحقيقة أنها أيضاً قد شاعت هذه الظاهرة في جميع أنحاء أوروبا الغربية، في فرنسا سُميت بالقُرى المهجورة وفي ألمانيا أيضا سُميت القرى المهجورة وفي إنجلترا سُميت القرى الضائعة، ولا نستطيع أن نربطها بالطاعون ولكن من الضروري أن الطاعون كان عامل مهم بها وذلك جنباً إلي المجاعات والاستخدام السيء للسلطة.